# Da Grande Amigos New Generation Sports Club
O Da Grande Amigos New Generation Sports Club, ou simplesmente Da Grande é um clube de futebol com sede em Malé, Maldivas. A equipe compete no Campeonato Maldivo de Futebol.

## História
O clube foi promovido para a Primeira Divisão em 2018, depois de ser o campeão da Segunda Divisão de 2018. Eles também venceram o Terceira Divisão em 2015.

## Elenco 2019
Nota: Bandeiras indicam equipe nacional, conforme definido pelas regras de elegibilidade da FIFA. Os jogadores podem ter mais de uma nacionalidade não-FIFA.
| N.º |          | Posição | Jogador         |
| --- | -------- | ------- | --------------- |
| 1   | Maldivas | G       | Mifdad Ahmed    |
| 2   | Maldivas | D       | Mohamed Nizam   |
| 3   | Maldivas | D       | Shifan Hassan   |
| 4   | Maldivas | D       | Ahmed Vijudhaan |
| 5   | Maldivas | M       | Ahmed Hassan    |
| 6   | Maldivas | D       | Muruthala Adnan |
| 7   | Maldivas | M       | Ahmed Imaaz     |
| 8   | Maldivas | M       | Abdulla Fauzan  |
| 9   | Maldivas | A       | Tholaal Naseer  |
| 10  | Maldivas | A       | Ayaaz Ahmed     |
| 11  | Maldivas | A       | Ahmed Nizam     |
| 12  | Maldivas | M       | Ahmed Shameem   |
| 13  | Maldivas | M       | Mohamed Wilf    |
| 14  | Maldivas | D       | Hassan Eenaaz   |
| 15  | Maldivas | D       | Ahmed Sizan     |

| N.º |                 | Posição | Jogador                   |
| --- | --------------- | ------- | ------------------------- |
| 16  | Maldivas        | M       | Ali Ifaz                  |
| 17  | Maldivas        | M       | Ahmed Husaam              |
| 18  | Maldivas        | G       | Ahmed Humaam              |
| 19  | Maldivas        | D       | Mohamed Rasheed (Capitão) |
| 20  | Costa do Marfim | A       | Kouassi Kobenan Emmanuel  |
| 21  | Maldivas        | M       | Yasfaadh Habeeb           |
| 22  | Maldivas        | G       | Mohamed Faisal            |
| 23  | Iraque          | A       | Obaida Kadhum Ahmed       |
| 24  | Maldivas        | M       | Ahnaf Rasheed             |
| 25  | Maldivas        | G       | Iyaan Abdul Aleem         |
| 26  | Maldivas        | D       | Abdulla Bassam            |
| 29  | Gana            | M       | Torsu Christian Dodzi     |
| 30  | Maldivas        | D       | Hussain Shuaib            |
| 31  | Maldivas        | D       | Mohamed Sahil             |
| 33  | Senegal         | D       | Ndiour Babacar            |